# 969運動
969運動是緬甸的一個種族主義團體，目的是遏止伊斯蘭教在緬甸的擴張。名稱中的三個數字取自佛教的典故，第一個「9」是指釋迦文佛的九個特質，「6」指的是佛法的六種特徵，最後一個「9」是僧侶的九種特質。也就是說「969」指的是佛教的三寶佛法僧。此組織的發起者為緬甸僧侶威拉杜，在這項運動中他要求支持者們抵制穆斯林經營的商店，不要跟穆斯林做生意。雖然威拉杜否認969運動涉及暴力，但批評者認為，這種行動對緬甸佛教徒與穆斯林間的種族宗教衝突火上加油。